# 麥克米倫盲鰻
麥克米倫盲鰻，（學名：Myxine mcmillanae）為盲鳗科盲鰻屬的其中一種，分布於中西大西洋波多黎各及維京群島海域，為深海魚類，棲息深度700-1500公尺，體延長呈圓柱狀，體後方側扁，眼退化為皮膚所覆蓋，無上下頜，身體是灰色的，頭部是白色，有7對鰓囊，前鰓孔26-35個、軀幹孔60-70個、尾部孔9-12個，黏液孔總計101-115個，體長可達47公分，棲息在泥底質海域，將身體埋入泥中，屬肉食性，沒有交配器官，性腺位於腹膜腔內，卵巢位於性腺的前部，睾丸位於性腺的後部，若性腺的顱部發育，則動物成為雌性；若性腺的尾部發生分化，則動物成為雄性，生活習性不明。